# Camptozorus
Camptozorus is een geslacht van wantsen uit de familie van de Miridae (Blindwantsen). Het geslacht werd voor het eerst wetenschappelijk beschreven door Kerzhner in 1996.

## Soorten
Het genus bevat de volgende soorten:

- Camptozorus chondrillae Kerzhner, 1996
- Camptozorus lactucae Kerzhner, 1996
- Camptozorus linnavuorii Kerzhner, 1996